# Jesse Douglas
Jesse Douglas (New York, 3 luglio 1897 – New York, 7 ottobre 1965) è stato un matematico statunitense, ricordato per aver risolto nel 1930 un problema classico del calcolo delle variazioni: il problema di Plateau.
Il problema di Plateau, formulato da Lagrange nel 1760, tratta l'esistenza di superfici con area minima aventi bordo fissato nello spazio. Questo problema è spesso chiamato il "problema delle bolle di sapone", perché le bolle di sapone forniscono una "evidenza sperimentale" dell'esistenza di tali superfici. 
Douglas ricevette nel 1936 assieme a Lars Ahlfors la prima medaglia Fields della storia.